# السعودية في دورة الألعاب الآسيوية 2002
المملكة العربية السعودية إحدى الدول المشتركة في منافسات دورة الألعاب الآسيوية 2002 أو دورة الألعاب الآسيوية الدورة الرابعة عشرة في بوسان بكوريا الجنوبية من 29 سبتمبر إلى 14 أكتوبر. حصدت المملكة 9 ميداليات (7 ذهبية، وواحدة فضية وواحدة برونزية) وجاءت في المركز الحادي عشر في ترتيب الدول المشاركة.

## الميداليات
| الميدالية | الأسم                                            | الرياضة   | الحدث                  | التاريخ   |
| --------- | ------------------------------------------------ | --------- | ---------------------- | --------- |
| ذهبية     | جمال الصفار                                      | ألعاب قوى | 100 متر رجال           | 8 أكتوبر  |
| ذهبية     | مخلد العتيبي                                     | ألعاب قوى | 5000 متر رجال          | 10 أكتوبر |
| ذهبية     | مخلد العتيبي                                     | ألعاب قوى | 10000 متر رجال         | 7 أكتوبر  |
| ذهبية     | هادي صوعان                                       | ألعاب قوى | 400 متر جواجز رجال     | 8 أكتوبر  |
| ذهبية     | حامد البيشي هادي صوعان محمد الصالحي حمدان البيشي | ألعاب قوى | 4 × 400 متر تتابع رجال | 8 أكتوبر  |
| ذهبية     | حسين السبع                                       | ألعاب قوى | وثب طويل رجال          | 12 أكتوبر |
| ذهبية     | سالم الأحمدي                                     | ألعاب قوى | وثب ثلاثي رجال         | 9 أكتوبر  |
| فضية      | حمدان البيشي                                     | ألعاب قوى | 400 متر رجال           | 9 أكتوبر  |
| برونزية   | غالي المطرفي                                     | تايكوندو  | وزن الديك (−62 كجم)    | 12 أكتوبر |

## السباحة

### منتخب السباحة
- محمد يماني
- ماهر المعتر
- أحمد القضماني
- محمد اليوسف

## الجودو

### منتخب الجودو
- ياسر عياد
- يحيى الزهراني

## الرماية

### منتخب الرماية
- ماجد التميمي
- سعيد المطيري

## التايكوندو

### منتخب التايكوندو
- ممدوح المولد
- عبد المنعم الخواهر
- محمد العنزي
- علي النجار
- خالد الدوسري
- غالي المطرفي

## المبارزة

### منتخب المبارزة
- ماجد الثبيتي
- نواف الأزوري
- إسلام آل عبد المحسن
- محمد الجيزاني
- ماجد المولد
- فهد البلوي
- منصور الحماد
- خالد التيماوي

## الدراجات

### منتخب الدراجات
- فتحي المسلم
- عبد الحق العيسى
- بدر الياسين

## الجمباز
- مكي المبيريك

## التنس

### منتخب التنس
- فهد السعد
- عمر الثاقب

## البولينج

### منتخب البولينج
- محمد النجراني
- طلال الطويرب
- عبيدة البارقي
- مشعل حمدي
- تمام شريف
- بسام غنيم

## وصلات خارجية
الموقع الرسمي للسعودية في الألعاب الألومبية